# Młynek (województwo pomorskie)
Młynek (dodatkowa nazwa w j. kaszub. Młink) – osada leśna w Polsce położona w województwie pomorskim, w powiecie chojnickim, w gminie Brusy.
Osada nad „Orlą Strugą” i na obszarze Zaborskiego Parku Krajobrazowego. Nad Orlą Strugą znajdują się wyraźne pozostałości po małej elektrowni wodnej.
W latach 1975–1998 miejscowość administracyjnie należała do województwa bydgoskiego.